# Paul-Jean Toulet

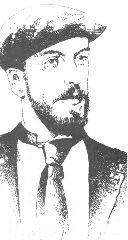
Paul-Jean Toulet

Paul-Jean Toulet (Pau, 5 de junio de 1867-Guéthary, 6 de septiembre de 1920) fue un poeta francés. También fue autor de obra narrativa, teatral y miscelánea. Debe su lugar en las letras francesas a su obra poética, reunida bajo el título de Les Contrerimes (1921).

## Biografía
Toulet pasó su infancia y adolescencia en su Béarn natal. De 1885 a 1888 residió en Isla Mauricio, donde su familia tenía negocios. De vuelta de Mauricio pasó un año en Argel. En 1889 se instaló en París. En la capital francesa frecuentó los medios literarios, donde su figura, descreída y mordaz, nunca encajó. De noviembre de 1902 a mayo de 1903 viajó a Indochina. En 1912 dejó definitivamente París y se instaló en la provincia francesa. Su vida estuvo marcada por la pérdida de una juventud dorada, la experiencia colonial, el opio y el alcohol. Fue amigo del gastrónomo y periodista Curnonsky y del compositor Claude Debussy, con el que trabajó en un proyecto de ópera inacabado. 

## Obra poética
Ante todo, Toulet es el autor de Les Contrerimes (Contrarrimas), una de las obras maestras de la poesía francesa. La contrarrima es una estrofa de su invención, que sigue el siguiente esquema de versos franceses: 8a 6b 8a 6b. Con ella compuso el grueso de su obra poética. 
Toulet es un poeta que sobre un molde expositivo y lingüístico clásico opera fisuras elípticas, irónicas y del argot. Su sintaxis sinuosa y refinada es una de sus principales características. Su visión es melancólica y descreída, a ratos indolente, a ratos provocadora. 
Poeta teóricamente “frío” y “perfecto”, su visión de la poesía queda resumida en una de sus frases: 

No es cierto que la valía de los poetas esté en proporción a su sensibilidad. La mueca sobrepasa al sentimiento, y la felicidad de la forma a todos los gritos de la pasión.

## Obra en español
- Contrarrimas, Edición y traducción de Jorge Gimeno, Valencia, Pre-Textos, 1998
- “Las tres imposturas”, Presentación y traducción de Jorge Gimeno, Revista de Occidente, n.º 198, noviembre de 1997